# Аблација (астрономија)
Аблација у астрономији означава процес топљења и одвајања површинских слојева тела (метеороида, вештачког објекта попут ракете или капсуле за спуштање на површину неког небеског тела) услед трења при проласку кроз атмосферу Земље или неког другог небеског тела. При аблацији тело предаје своју кинетичку енергију молекулима и атомима атмосфере јонизујући их. При рекомбинацији јона јавља се светлосна појава која се уочава као метеор.